# Sonja Lehmann
Sonja Lehmann (* 13. September 1979 in Berlin, nach Heirat Sonja Dittbrenner) ist eine ehemalige deutsche Hockeyspielerin, sie gewann 2004 die olympische Goldmedaille.
Sonja Lehmann spielte beim TuS Lichterfelde Berlin, bei dem sie die Spielführerin war. 2004 nominierte der Bundestrainer für die Halleneuropameisterschaft ein Team aus der zweiten Reihe, damit sich die erste Mannschaft auf die Olympischen Spiele konzentrieren konnte. Sonja Lehmann wurde mit dieser Ersatzmannschaft Halleneuropameisterin. Im weiteren Saisonverlauf konnte sie sich so in den Vordergrund spielen, dass sie Trainer Markus Weise doch in den Olympiakader berief. Bei den Olympischen Spielen 2004 in Athen war Sonja Lehmann in allen sechs Spielen dabei, im Finale siegten die deutschen Damen mit 2:1 über die Auswahl der Niederlande. Nach mehreren Jahren Länderspielpause kehrte Sonja Lehmann im Januar 2008 für die Hallenhockey-Europameisterschaft noch einmal ins Nationalteam zurück und gewann erneut den Titel. Insgesamt wirkte Sonja Lehmann in 38 Länderspielen mit, davon 10 in der Halle.
Im Sommer 2008 heiratete Sonja Lehmann den Hockeyspieler Bastian Dittbrenner. Sonja Dittbrenner ist Ärztin in Berlin.